# ابور، روستای بانگالور
ابور، روستای بانگالور (به لاتین: Abbur, Bangalore Rural) یک روستا در هند است که در کارناتاکا واقع شده‌است.